# Bătălia de la Azincourt
Bătălia de la Azincourt (în engleză Battle of Agincourt, în franceză Bataille de Azincourt) a avut loc pe data de 25 octombrie 1415, la Azincourt, Franța, în timpul Războiului de O Sută de Ani, purtat între Anglia și Franța.

## Desfășurarea bătăliei
Henric al V-lea, tânărul rege al Angliei, își conduce forțele spre victorie în bătălia de la Azincourt din nordul Franței. Cu două luni înainte, Henric traversase Canalul Mânecii cu 11.000 de oameni și comandase atacul în localitatea Harfleur din Normandia. După cinci săptămâni, orașul s-a predat, însă Henric își pierduse jumătate dintre oameni din cauza bolilor și pierderilor de război. El a decis să își îndrepte armata în nord, spre Calais, unde urma să se întâlnească cu flota engleză și să se reîntoarcă în Anglia.
La Azincourt i s-a opus însă o armată franceză numeroasă, de aproximativ 20.000 de oameni. Câmpul de luptă a avut ca perimetru un spațiu deschis de circa 900 de metri, poziționat între două păduri, ceea ce a permis prevenirea manevrelor la scară mare, acest fapt fiind în avantajul regelui Henric.
În zorii zilei de 25 octombrie a început bătălia. Englezii au stat pe poziții așteptând atacul francez, în timp ce cavalerii francezi, copleșiți de armurile greoaie, au început o avansare lentă pe terenul înnoroiat. Francezii au fost întâmpinați de un atac furios al arcașilor englezi, care au folosit o tehnică ce permitea atingerea țintei de către săgeată la o distanță de până la 230 de metri.
Cavaleria franceză a încercat să îi înfrângă pe arcașii englezii, însă nu a reușit deoarece arcașii erau protejați de o linie de pari ascuțiți. Cu cât mai mulți cavaleri francezi își făceau drum prin câmpul de bătălie, cu atât mobilitatea lor scădea mai mult. În acest moment, Henric a ordonat arcașilor săi, care erau echipați mai lejer, să se năpustească asupra francezilor cu săbii și topoare și astfel englezii au reușit să îi masacreze pe francezi.
Aproape 6.000 de francezi și-au pierdut viața în bătălia de la Azincourt, în timp ce pierderile englezilor au fost de 400 de vieți. Regele Henric a reușit astfel să înregistreze una dintre cele mai mari victorii din istorie. După alte cuceriri în Franța, Henric al V-lea va fi recunoscut în anul 1420 drept moștenitor al tronului francez și regent al Franței. Deși era în culmea gloriei, Henric moare doi ani mai târziu.